# Rák a hátára fordulva
A Rák a hátára fordulva olajfestmény, Vincent van Gogh műve, csendélet. A Van Gogh Múzeum 1887. augusztus-szeptemberre datálja a festményt, de más források szerint 1889. elején készülhetett a mű. A festmény az amszterdami Van Gogh múzeumban található.
A festményt valószínűleg egy japán Hokusai ráknyomat ihlette, amit Van Gogh a Le Japon Artistique magazinban látott, és amelyet testvére, Theo Van Gogh küldött neki 1888 szeptemberében.

## Hasonló festménye
Van Gogh festette a Két rák című festményét is, amely két rákot ábrázol, amelyek közül az egyik a hátán fekszik. A festmény a londoni National Gallery-ban található.

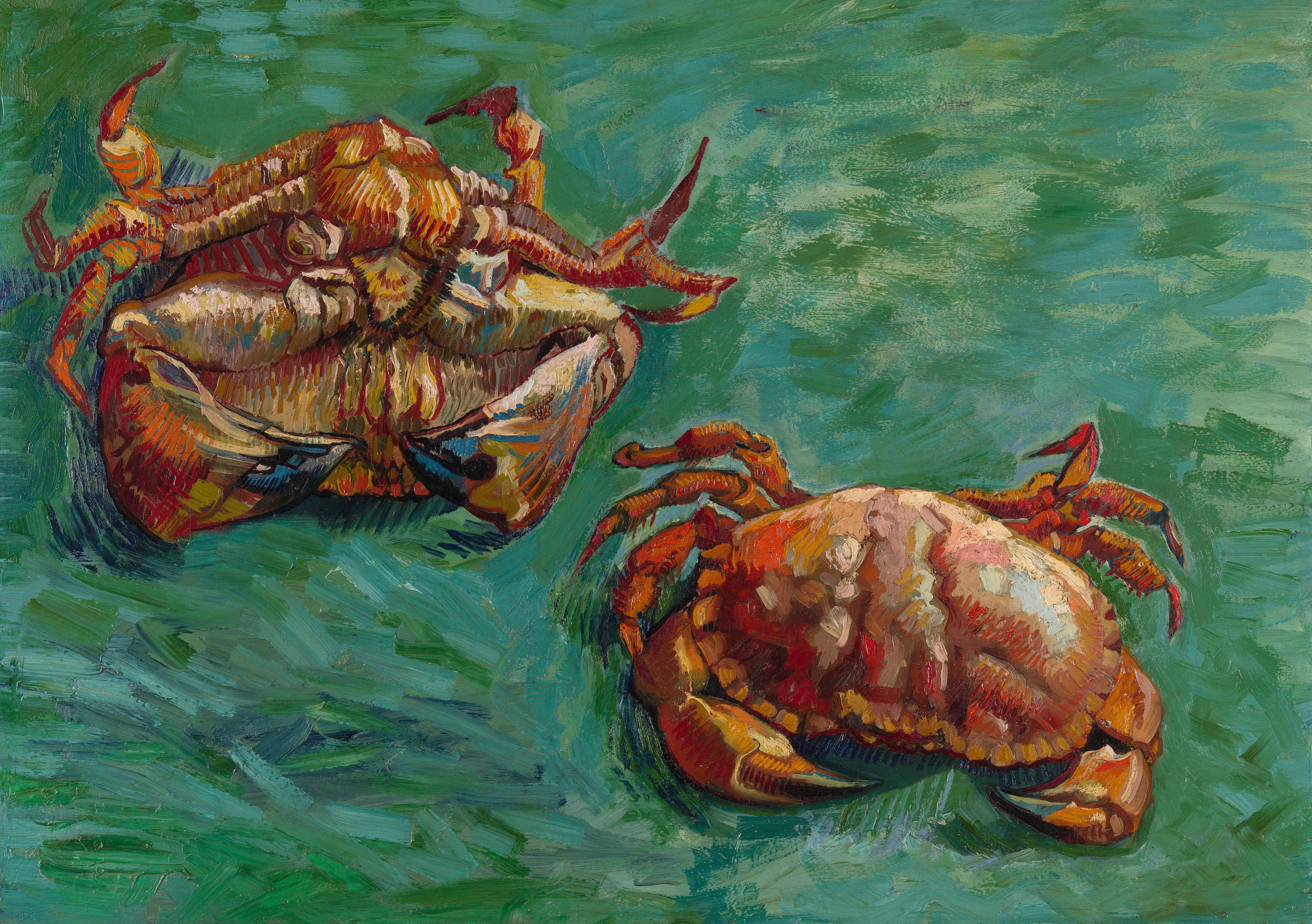
Két rák (1889)

## Fordítás
Ez a szócikk részben vagy egészben  a   Crab on its back című angol Wikipédia-szócikk ezen változatának fordításán alapul.  Az eredeti cikk szerkesztőit annak laptörténete sorolja fel. Ez a jelzés csupán a megfogalmazás eredetét és a szerzői jogokat jelzi, nem szolgál a cikkben szereplő információk forrásmegjelöléseként.